# 380480 Glennhawley
380480 Glennhawley este o planetă minoră (asteroid) din centura de asteroizi. A fost descoperită pe 16 decembrie 2003 la Mauna Kea de David D. Balam. 
Obiectul prezintă o orbită caracterizată de o semiaxă mare de 2,9967405662138 UAi, o excentricitate de 0,07, o înclinație de 10,9 ° în raport cu ecliptica.